# Estádio 1º de Maio
El Estadio Primero de Mayo (en portugués: Estádio Primeiro de Maio/Estádio 1.º de Maio) es un estadio multipropósito ubicado en la freguesia de Braga del Municipio de Braga en Portugal.

## Historia
El estadio fue construido en 1946 y fue inaugurado en 1950 luego de la necesidad del SC Braga de contar con instalaciones propias y dejar de rentar varios escenarios para entrenar y jugar como  Campo da Ponte, Campo dos Peões y el Nuevo Campo da Ponte.
El estadio fue terminado en 1946 y el diseño del estadio estuvo a cargo de Travassos Valdez, construyendo el estadio en conmemoración del 21º aniversario del Golpe de Estado y construido por la Direcção-Geral dos Serviços de Urbanização (Dirección General de Servicios de Urbanización), y teniendo como administrador al SC Braga.
El 28 de mayo de 1950 el estadio se inauguró oficialmente por el entonces presidente de Portugal Óscar Carmona con el nombre Estádio Municipal 28 de Maio.(Estadio Municipal 28 de Mayo) Luego de la Revolución de los Claveles en 1974 el inmueble cambió su nombre por el que tienen actualmente.
En 1980, celebrando el 60 aniversario del SC Braga la cámara municipal de Braga le otorga la medalla de oro de la ciudad, y en 1990 la gradería del lado sur del estadio se derrumbó de manera intencional con el fin de que el estadio fuera una de las sedes de la Copa Mundial de Fútbol Sub-20 de 1991, algo que se ratificó un año después, así como el cambio de la superficie del campo a césped artificial y cambios en el sistema de iluminación.
El 18 de febrero de 1998 mandaron una petición para que el estadio fuera declarado patrimonio nacional, lo cual fue ratificado el 17 de febrero de 2006, tres años después de que el Estádio Municipal de Braga fuera construido para la Eurocopa de 2004.
Tras la construcción del nuevo estadio, las instalaciones del 1º de Maio han sido utilizadas para competiciones de atletismo y ha sido la sede del SC Braga B desde 2012, y durante ese periodo el estadio ha sido remodelado tanto en el terreno de juego como en su sistema de drenajes, aunque para los partidos del SC Braga B en la Liga de Honra la capacidad del estadio ha sido limitada a 5.000 espectadores.

## Otros Eventos
El estadio ha sido sede de partidos de la selección nacional entre 1986 y 2003, aunque todos ellos han sido amistosos, el último de ellos fue ante Paraguay, y también fue sede de un partido de fútbol americano en 2012.

### Partidos internacionales de Portugal
| #  | Fecha                   | Resultado | Rival                | Tipo     |
| -- | ----------------------- | --------- | -------------------- | -------- |
| 1. | 19 de enero de 1986     | 1–3       | Alemania Democrática | Amistoso |
| 2. | 4 de febrero de 1987    | 1–0       | Bélgica              | Amistoso |
| 3. | 22 de enero de 1997     | 0–2       | Francia              | Amistoso |
| 4. | 15 de noviembre de 2000 | 2–1       | Israel               | Amistoso |
| 5. | 20 de noviembre de 2002 | 2–0       | Escocia              | Amistoso |
| 6. | 6 de junio de 2003      | 0–0       | Paraguay             | Amistoso |

## Galería

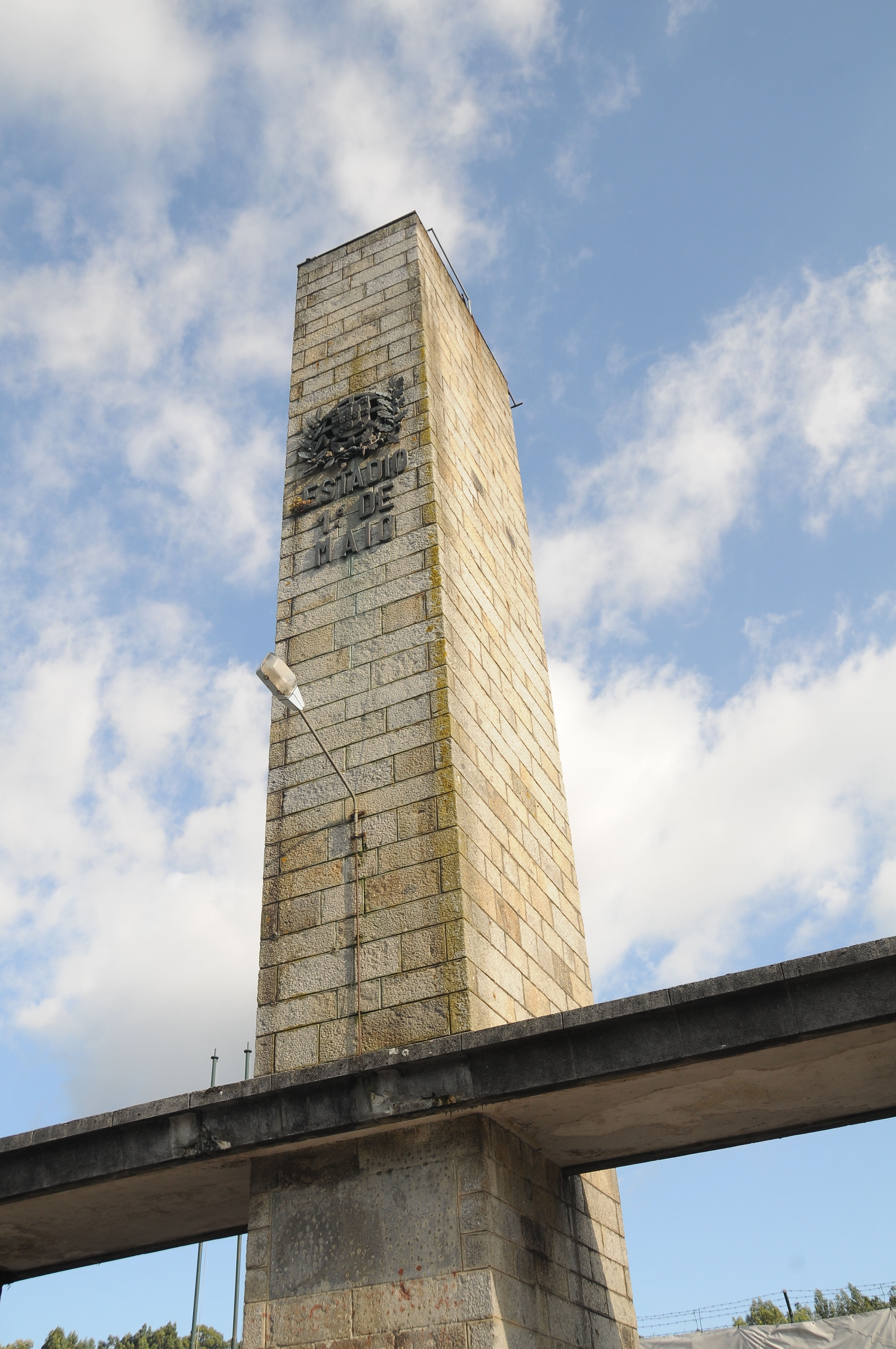
La torre distintiva en la entrada principal del estadio.
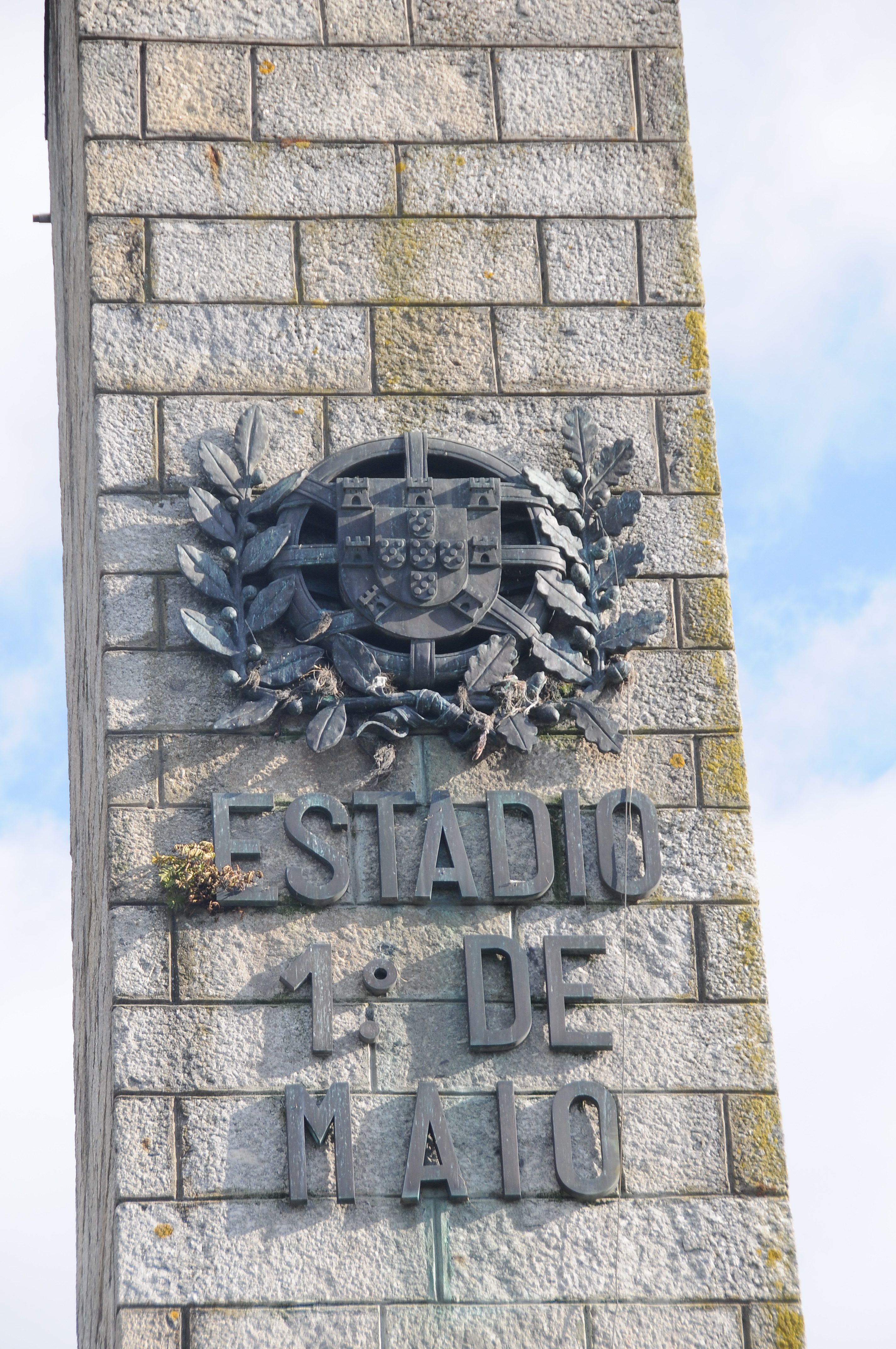
La escultura ornamental en la torre de la entrada principal.
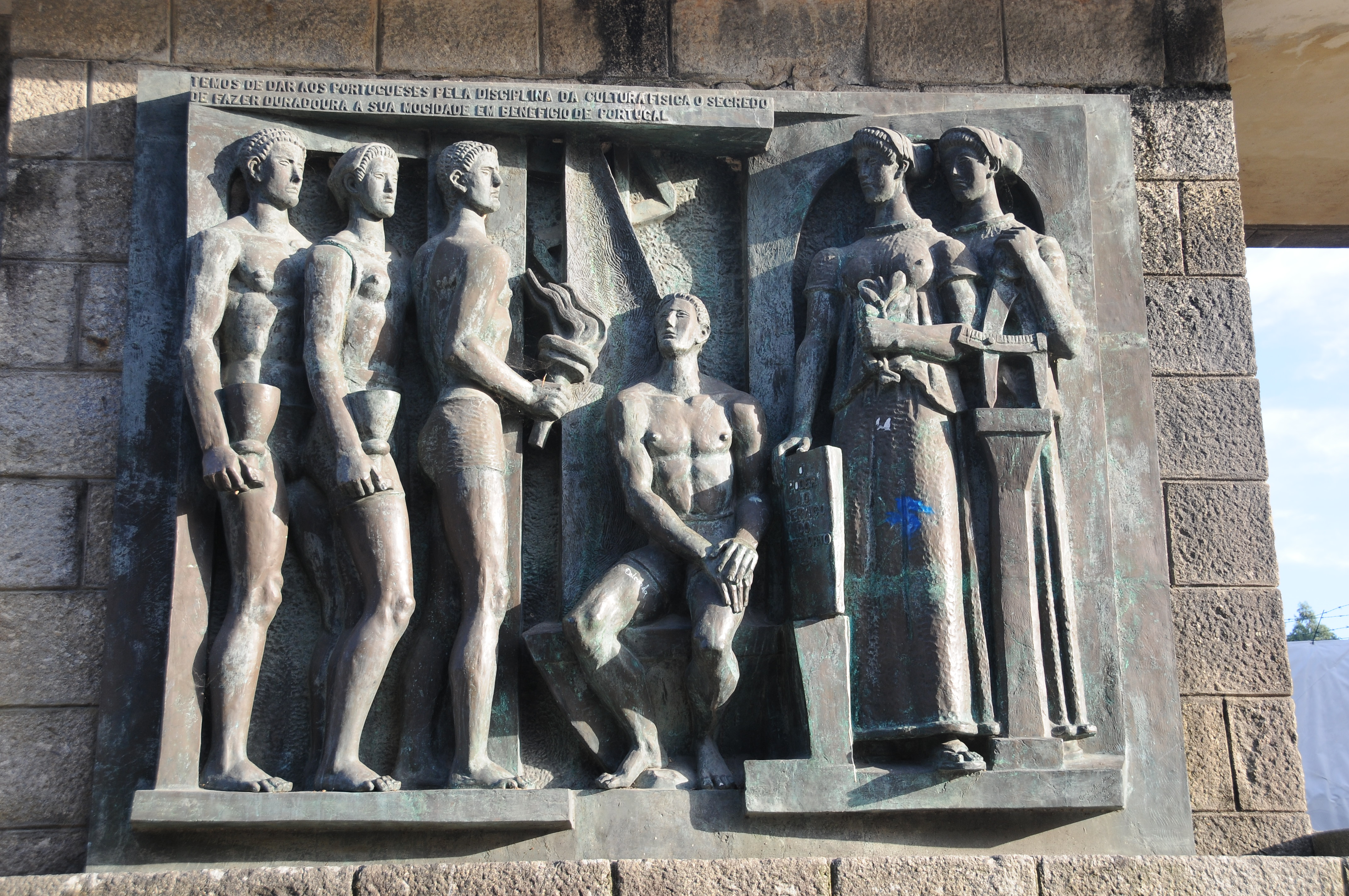
La escultura en relieve con la inscripción, ...disciplina de la cultura física...[para] beneficiar...Portugal.
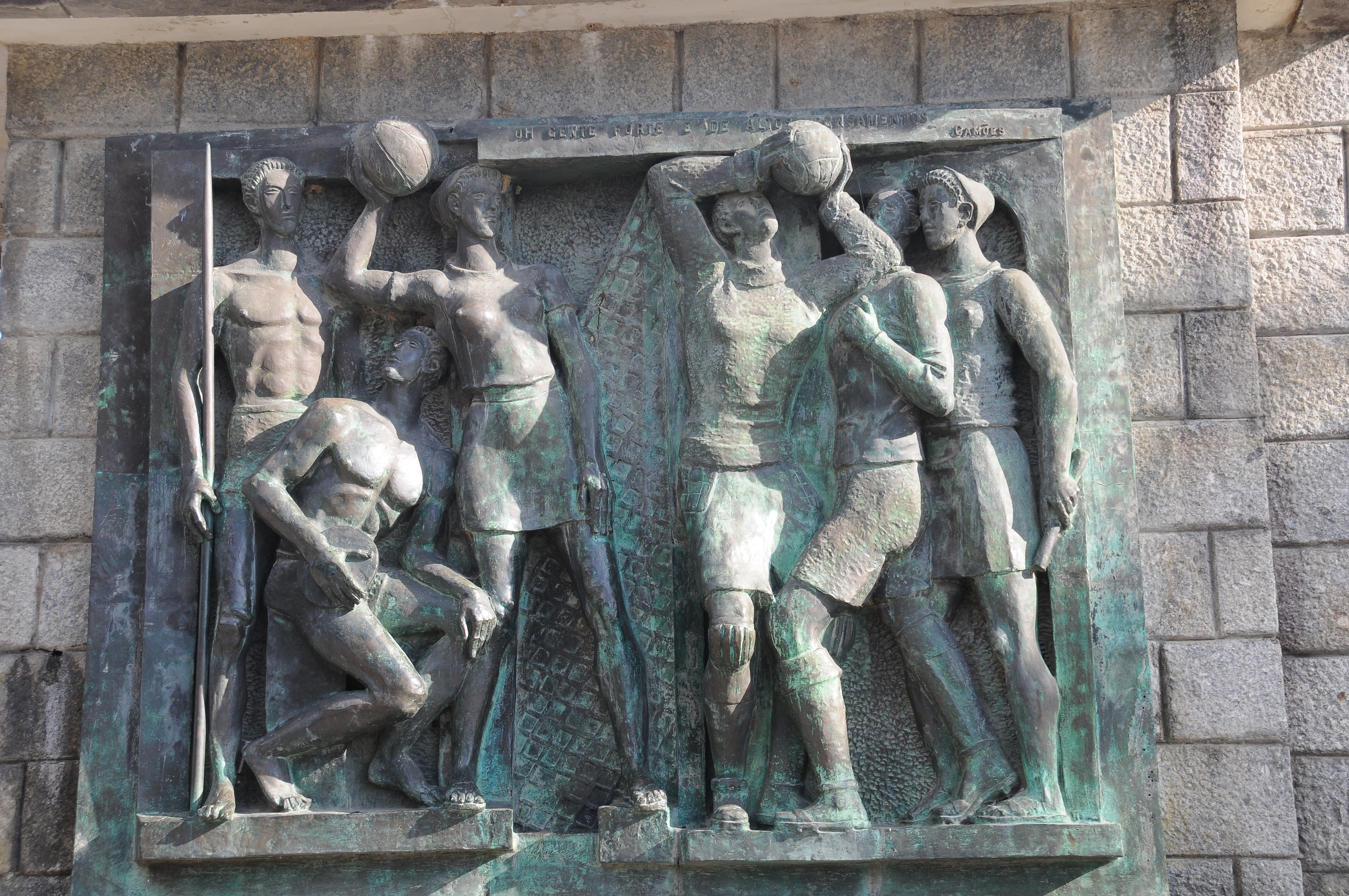
Escultura de bronce en el panel Camões.
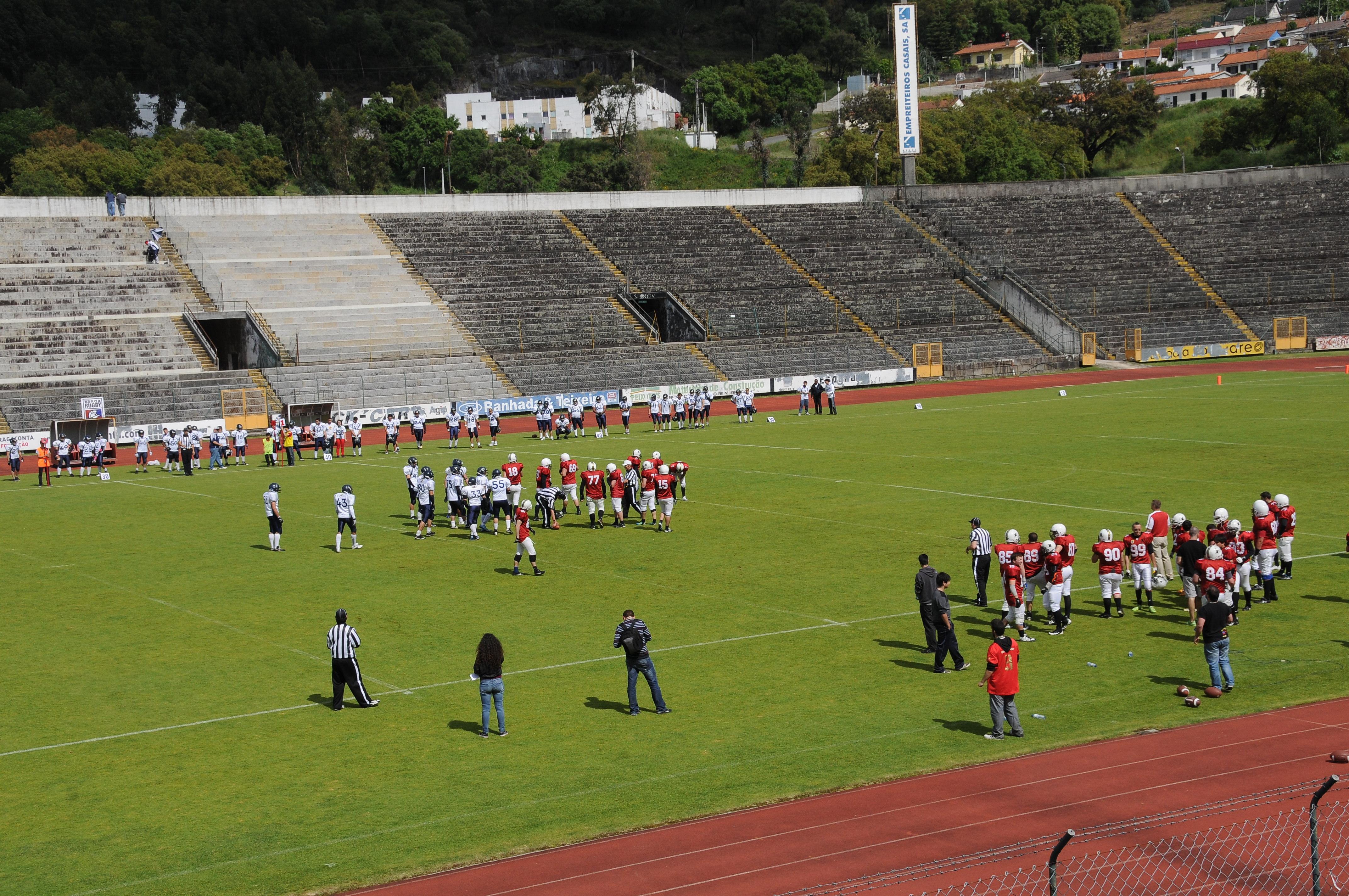
Imagen del único partido de fútbol americano que se ha jugado en el estadio.